# Before These Crowded Streets
Before These Crowded Streets — третий студийный альбом американской рок-группы Dave Matthews Band, выпущенный 28 апреля 1998.

## Описание
Запись альбома проходила с октября 1997 года по начало 1998 года. Большинство песен, вошедших в «Before These Crowded Streets», не было обкатано в концертных турах в отличие от предыдущих альбомов.
Название альбома было взято из строчки песни «The Dreaming Tree». С альбома было выпущено четыре сингла: «Don't Drink the Water» (1998), «Stay (Wasting Time)» (1998), «Crush» (3 сентября 1998), «Rapunzel» (1998). Альбом был также выпущен на виниле.
«Before These Crowded Streets» заняла первую строчку хит-парада Billboard 200 16 мая 1998 года, сместив саундтрек из фильма «Титаник», который лидировал в чарте в течение 16 недель подряд.

## Список композиций
Специальный гость Тим Рейнольдс принимал участие в записи всех композиций.
| №   | Название                | Автор(ы)                                    | Приглашённые музыканты                      | Длительность |
| --- | ----------------------- | ------------------------------------------- | ------------------------------------------- | ------------ |
| 1.  | «Pantala Naga Pampa»    | Дэйв Мэттьюс                                |                                             | 0:40         |
| 2.  | «Rapunzel»              | Мэттьюс, Стефан Лессард, Картер Бьюфорд     | Бутч Тейлор                                 | 6:00         |
| 3.  | «The Last Stop»         | Мэттьюс, Лессард                            | Бела Флек                                   | 6:57         |
| 4.  | «Don't Drink the Water» | Мэттьюс                                     | Аланис Мориссетт, Флек                      | 7:01         |
| 5.  | «Stay (Wasting Time)»   | Мэттьюс, Лессард, Лерой Мур                 | Тавата Аджи, Синди Мизелл, Бренда Уайт Кинг | 5:35         |
| 6.  | «Halloween»             | Мэттьюс                                     | Джон Д'Эрт, Кронос-квартет                  | 5:07         |
| 7.  | «The Stone»             | Мэттьюс                                     | Д'Эрт, Кронос-квартет                       | 7:28         |
| 8.  | «Crush»                 | Мэттьюс                                     | Тейлор                                      | 8:09         |
| 9.  | «The Dreaming Tree»     | Мэттьюс, Лессард                            | Грег Говард                                 | 8:48         |
| 10. | «Pig»                   | Мэттьюс, Лессард, Бьюфорд, Мур, Бойд Тинсли |                                             | 6:57         |
| 11. | «Spoon»                 | Мэттьюс                                     | Аланис Мориссетт, Флек                      | 7:33         |

Песни, записанные во время сессий, но не вошедшие в альбом:
- «Help Myself»
- «Don’t Burn the Pig» (была преобразована в песню «Pig»)
- «Get in Line»
- «MacHead»
- «#40 (Always)»

## Участники записи
Dave Matthews Band
- Картер Бьюфорд — ударные, перкуссия
- Стефан Лессард — бас-гитара
- Дэйв Мэттьюс — вокал, акустическая гитара
- Лерой Мур — саксофоны, флейта, валторна
- Бойд Тинсли — скрипка

Дополнительные музыканты
- Тим Рейнольдс — электрогитара